# 和歌山大学
和歌山大学（わかやまだいがく、英語: Wakayama University）は、和歌山県和歌山市にある国立大学。略称は和大（わだい）。

## 概観

### 大学全体
1713年（正徳3年）、紀州藩主徳川吉宗が儒学振興のために開設した藩校「学習館」の流れを汲む官立和歌山師範学校および、1922年（大正11年）設立の官立和歌山高等商業学校を源流とする。戦後の学制改革により和歌山師範学校、和歌山青年師範学校、和歌山経済専門学校を包括し、1949年（昭和24年）に国立和歌山大学を設立。当初は吹上地区と高松地区の2つのキャンパスがあり、学芸学部（現・教育学部）と経済学部が置かれていた。
1986年（昭和61年）にキャンパスを栄谷地区へ移転・統合。1995年（平成7年）にシステム工学部、2008年（平成20年）に観光学部、2023年（令和5年）に社会インフォマティクス学環が設置され、幅広い人材の教育を担う総合大学へと発展している。特に観光学部は国立大学法人として初めて設置された。現在は教育学部、経済学部、システム工学部、観光学部、社会インフォマティクス学環の4学部1学環と、大学院に4研究科を有する。
2024年5月1日時点で、学生数は学部生3,954名、大学院生524名、合計4,478名。

## 沿革

### 略歴
1949年（昭和24年）に官立和歌山師範学校、官立和歌山青年師範学校、官立和歌山経済専門学校（創立当初は官立和歌山高等商業学校）を包括して、国立和歌山大学が設立された。学芸学部（後の教育学部）および経済学部、その後システム工学部、観光学部および社会インフォマティクス学環が設置され、現在では4学部1学環4研究科から構成される。

### 年表

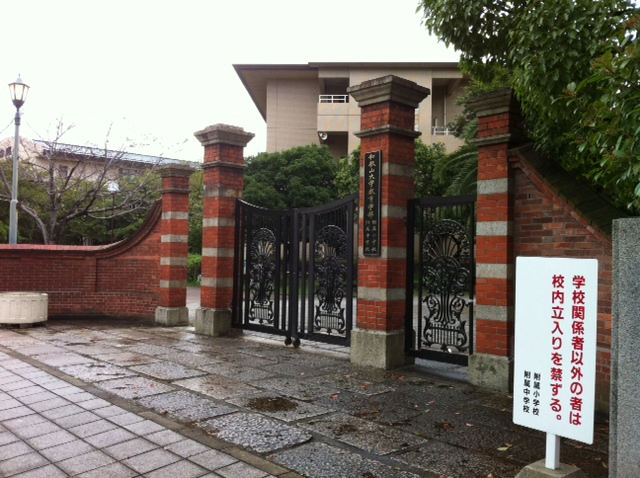
旧吹上キャンパス教育学部正門（現在は和大附属小中学校正門）

- 1875年（明治8年）5月 - 学芸学部（教育学部）の前身となる和歌山県師範学校が設立[1]。
- 1922年（大正11年）10月 - 経済学部の前身となる和歌山高等商業学校が設立[1]。
- 1949年（昭和24年）5月 - 国立学校設置法により国立和歌山大学を設立、吹上地区と高松地区に学芸学部と経済学部を置く[1]。
- 1951年（昭和26年）4月 - 和大教育学部附属小学校及び附属中学校を設置[1]。
- 1954年（昭和29年）4月 - 和歌山大学経済短期大学部を開設[1]。
- 1965年（昭和40年）4月 - 経済学部に産業工学科を設置（後のシステム工学部の母体、2000年4月廃止）[1]。
- 1966年（昭和41年）4月 - 学芸学部を教育学部に改称[1]。
- 1976年（昭和51年）4月 - 附属養護学校を設置（2007年4月、附属特別支援学校へ改称）[1]。
- 1985年（昭和60年） - 和歌山大学消費生活協同組合設立。
- 1985年（昭和60年）9月	- 教育学部を栄谷キャンパスへ移転[1]。
- 1986年（昭和61年）9月 - 経済学部を栄谷キャンパスへ移転[1]。
- 1995年（平成7年）10月 - システム工学部を開設[1]。
- 1996年（平成8年）9月 - 経済短期大学部を廃止[1]。
- 2000年（平成12年）4月 - 大学院にシステム工学研究科修士課程を開設[1]。
- 2001年（平成13年） - 学生自主創造科学センターを開設[1]。
- 2002年（平成14年）4月 - 大学院にシステム工学研究科博士課程を開設[1]。
- 2004年（平成16年）4月 - 国立大学法人法の規定により国立大学法人化[1]。
- 2005年（平成17年）4月 - 和歌山県田辺市に南紀熊野サテライトを設置[1]。
- 2006年（平成18年）4月 - 地域的にも和歌山と結びつきの強い大阪泉州地域の岸和田市に岸和田サテライトを設置[1]。
- 2007年（平成19年）4月 - 経済学部観光学科を開設。経済学部夜間主の募集停止。
- 2008年（平成20年）4月 - 観光学部を開設[1]（経済学部観光学科を学部へ昇格）。
- 2011年（平成23年）4月 - 大学院に観光学研究科修士課程を開設[1]。
- 2014年（平成26年）4月 - 大学院に観光学研究科博士課程を開設[1]。
- 2016年（平成28年）4月 - 教育学研究科に専門職学位課程（教職大学院）を開設[1]。
- 2023年（令和5年） 4月 「社会インフォマティクス学環」を開設[3]。観光学研究科に専門職学位課程を開設[1]。

### 歴代学長
- 初代：糸魚川祐三郎（1949年5月 - 1955年3月）
- 第2代：岩崎真澄（1955年3月 - 1961年3月）
- 第3代：後藤清（1961年3月 - 1964年3月）
- 第4代：齋藤利三郎（1964年3月 - 1969年4月）
- 第5代：廣橋次郎（1969年4月 - 1972年4月）
- 第6代：香山時彦（1972年4月 - 1975年4月）
- 第7代：角山栄（1975年4月 - 1975年7月）
- 第8代：神野璋一郎（1975年8月 - 1978年7月）
- 第9代：筒井信定（1978年8月 - 1981年7月）
- 第10代：池田芳次（1981年8月 - 1987年7月）
- 第11代：小野朝男（1987年8月 - 1993年7月）
- 第12代：浅野敞（1993年（平成5年）8月 - 1996年7月）
- 第13代：守屋駿二（1996年8月 - 2002年7月）
- 第14代：小田章（2002年8月 - 2009年7月）
- 第15代：山本健慈（2009年8月 - 2015年3月）
- 第16代：瀧寛和（2015年4月 - 2019年3月）
- 第17代：伊東千尋（2019年4月 - 2023年3月）
- 第18代：本山貢（2023年4月 - ）

## 基礎データ

### 所在地
- 栄谷キャンパス（和歌山県和歌山市栄谷930）

### 象徴
- 校章

黒地に白抜きで「學」の文字。右横に黒潮（和歌山県沖の太平洋を流れる暖流）をモチーフとした波頭をあしらっている。
- シンボルカラー

和歌山に爛々と降り注ぐ太陽の光と、その光を受けて鮮やかに色づく和歌山県名産の「蜜柑」からオレンジ色をシンボルカラーに選定した。
- シンボルマーク

2004年（平成16年）度に国立大学法人となったことに伴い、シンボルマークを制定した。
シンボルカラーのオレンジを基調としたものとなっている。購買店ではシンボルマークを用いたデザインのオリジナルグッズを販売している。
- 学歌

作詞：岩崎真澄、作曲：片山頴太郎
- ほか第二学歌『ぼくらのWADAI CAMPUS』、学生歌・逍遥歌『花の霞に』、寮歌。

## 教育および研究

### 組織

#### 学部

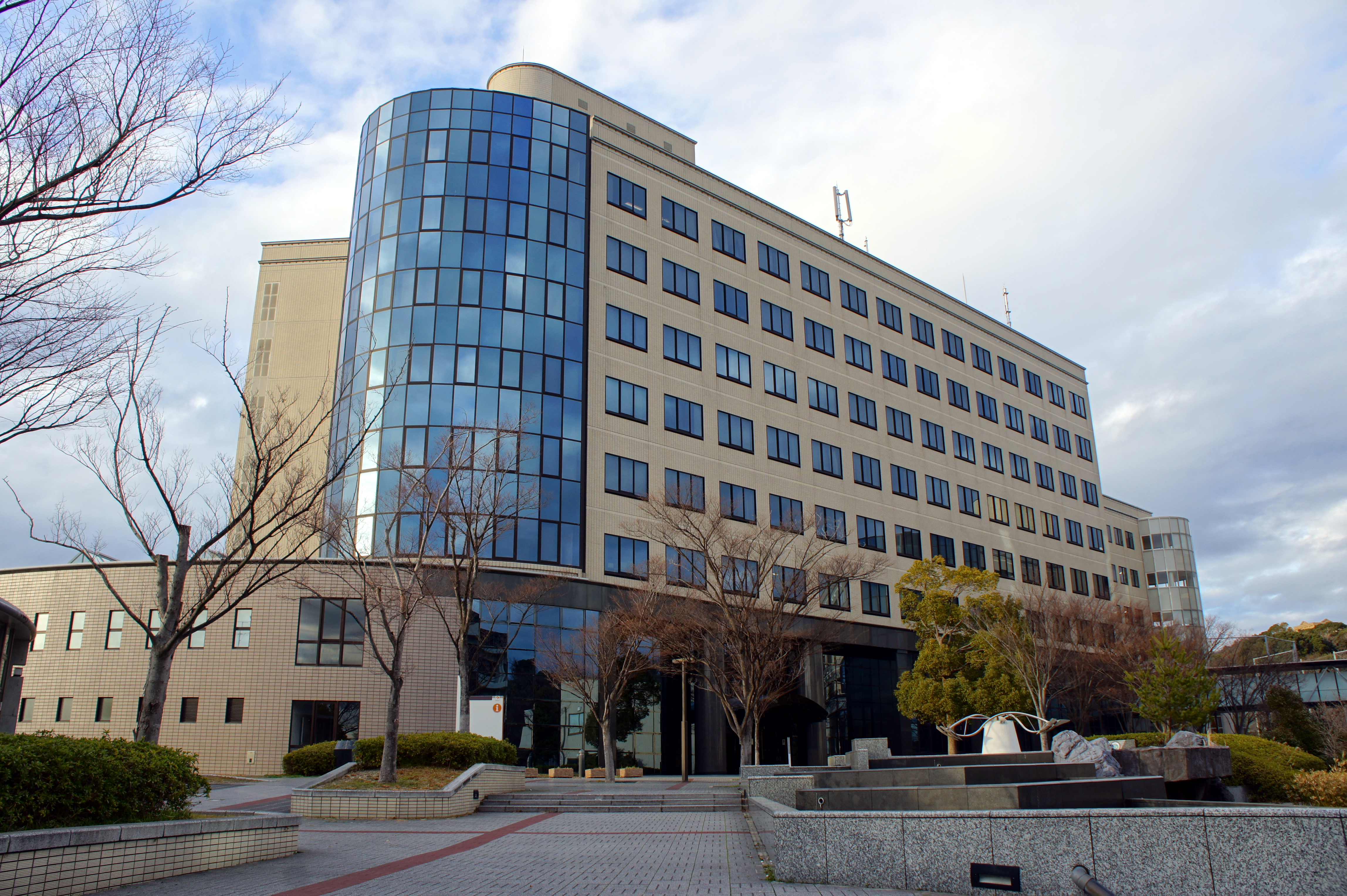
システム工学部（A棟）

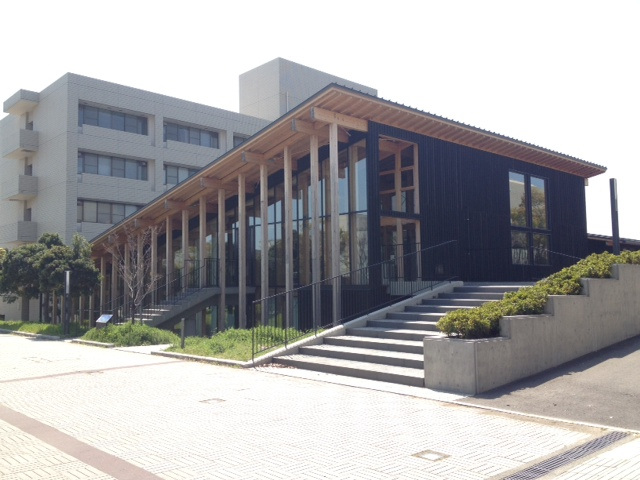
観光学部 本館

- 教育学部教育学部（東2号館・東3号館）

（2023年4月入学生から適用）
- 学校教育教員養成課程
  - 学校教育コース

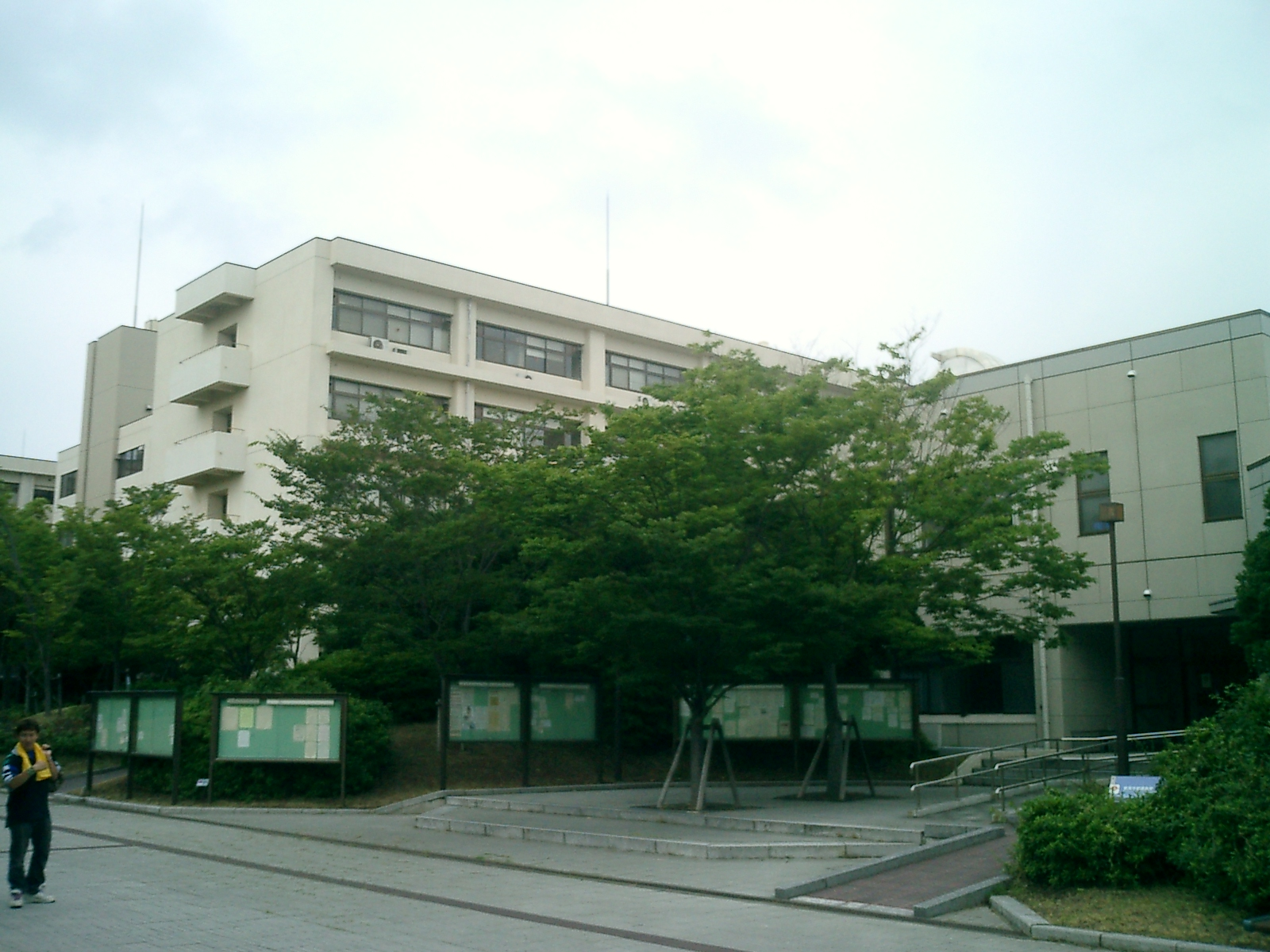
教育学部（東2号館・東3号館）

    - 専攻 ： 教育学、心理学、幼児教育、国語教育、社会科教育、数学教育、科学教育、音楽教育、美術教育、保健体育、家政教育、英語教育

  - 支援教育コース
    - 専攻 ： 特別支援教育

（2016年4月入学生から適用）
- 学校教育教員養成課程
  - 初等教育コース
    - 専攻 ： 教育学、心理学、国語科教育、英語教育、社会科教育、算数科教育、理科教育、家庭科教育、音楽科教育、図画工作科教育、体育科教育、幼児教育

  - 中等教育コース
    - 専攻 ： 教育学、心理学、 国語科教育、英語科教育、社会科教育、数学科教育、科学教育、家庭科教育、音楽科教育、美術科教育、保健体育科教育

  - 特別支援教育コース
    - 専攻 ： 特別支援教育学

- 経済学部経済学部（本館）
  - 2016年入学生以降
    - 経済学科

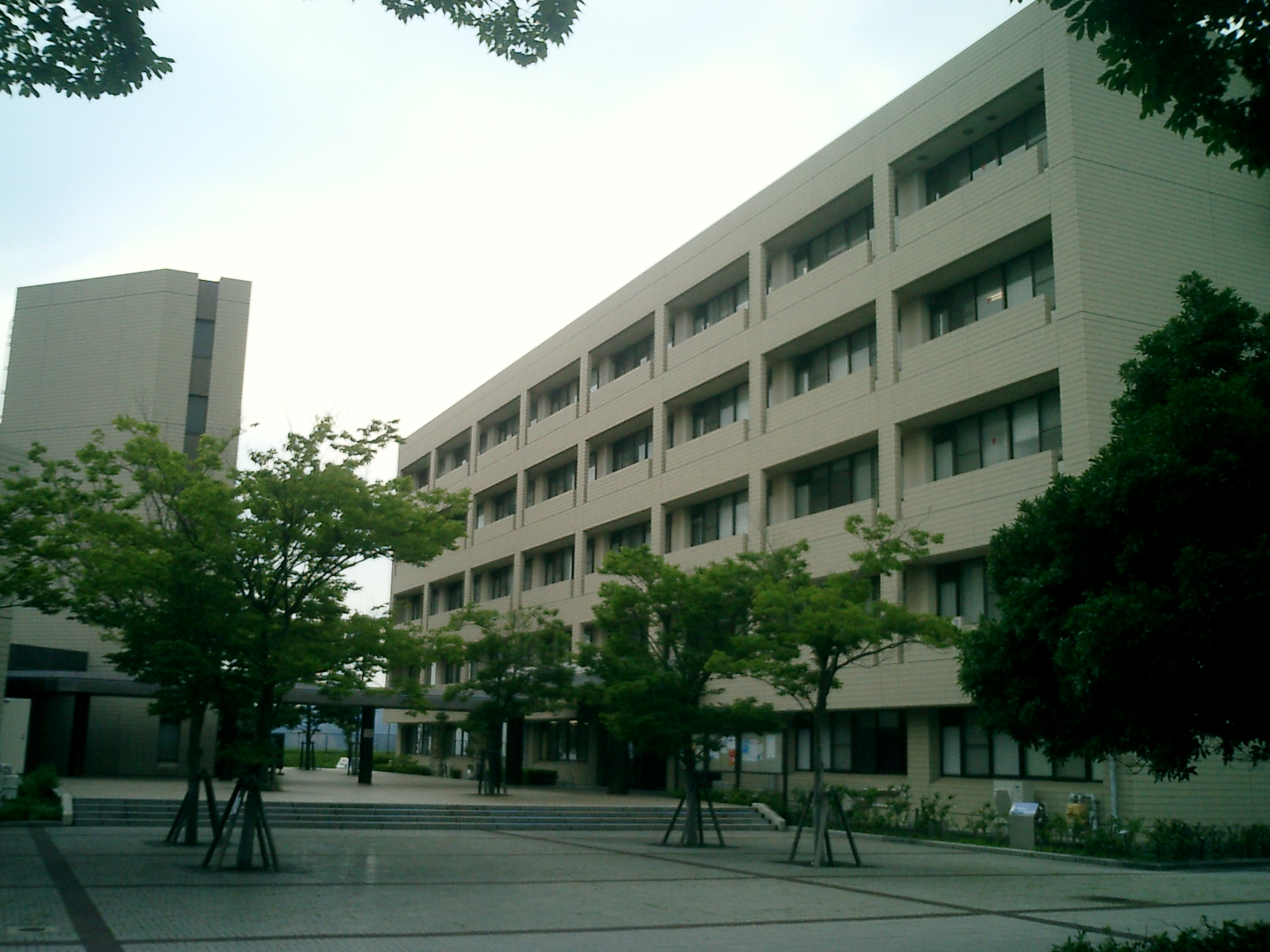
経済学部（本館）

      - プログラム：グローバル・ビジネス&エコノミー、企業分析・評価、ビジネスデザイン、企業会計・税法、地域公共政策・公益事業、サステイナブル・エコノミー
      - エキスパート・コース[注釈 1]：アグリビジネス・ユニット

  - 2016年度に募集停止
    - 経済学科[注釈 2]
    - ビジネスマネジメント学科[注釈 3]
    - 市場環境学科[注釈 4]
    - 注：1年後期に学科に分かれる
    - 注：エキスパート・コースは、「グローカル・ユニット」[注釈 5]と「ビジネス＆ロー・ユニット」[注釈 6]の2つのユニットがある。

- システム工学部
  - システム工学科
    - メジャー[注釈 7]
機械電子制御、電子計測、材料工学、化学、知能情報学、ネットワーク情報学、環境科学、環境デザイン、メディアデザイン、社会情報学
    - コース例[注釈 8]
ロボティクスコース、ナノテクノロジーコース、コンピュータサイエンスコース、デザインシステムコース、環境システムコース、環境化学コース、電気電子工学コース

  - 2014年度に募集停止
    - 情報通信システム学科[注釈 9]
    - 光メカトロニクス学科[注釈 10]
    - 精密物質学科[注釈 11]
    - 環境システム学科[注釈 12]
    - デザイン情報学科[注釈 13]

- 観光学部観光学部 本館
  - 2016年入学生以降
    - 観光学科
      - 観光経営コース
      - 地域再生コース
      - 観光文化コース
      - グローバル・プログラム[注釈 14]

  - 2016年度に募集停止[注釈 15]
    - 観光経営学科
      - 観光マネジメントコース
      - 観光マーケティングコース

    - 地域再生学科
      - 観光まちづくりコース
      - 観光文化コース

    - 観光コンテンツコース
    - 注：2年次に学科に分かれる

#### 研究科
- 教育学研究科（専門職学位課程（教職大学院））[注釈 16]
  - 教職開発専攻
    - 学校改善マネジメントコース
    - スペシャリストコース
    - 授業実践力向上コース
    - 特別支援教育コース

- 経済学研究科（修士課程）
  - 経済学専攻[注釈 17]
  - 経営学専攻[注釈 18]
  - 市場環境学専攻[注釈 19]

- システム工学研究科（博士前期課程・博士後期課程）
  - システム工学専攻
    - クラスタ[7] ： コミュニケーション科学[注釈 20]、サイバネティクス[注釈 21]、デザイン科学[注釈 22]、知的計測[注釈 23]、物理工学[注釈 24]、ナノテクノロジー[注釈 25]、ナノマテリアル[注釈 26]、知的モデリング[注釈 27]

- 観光学研究科（博士前期課程・博士後期課程・専門職学位課程）
  - 観光学専攻[注釈 28]
  - 観光地域マネジメント専攻[注釈 29]

#### 教員組織
2014年度に各学部等から教員組織を分離し、和歌山大学本部に一元化した。教員組織の長は学長が担う。 学部間の垣根を低くし、教員相互の交流や共同研究等を促進するのが狙い。これにより、講座は廃止された。
- 人文社会科学系
- 工学自然科学系

#### 附属機関
- 学術情報センター
- 図書館
- 紀伊半島価値共創基幹
- 食農総合研究教育センター
- 紀州経済史文化史研究所
- 「教養の森」センター
- 協働教育センター
- キャンパスライフ・健康支援センター
- キャリアセンター
- アドミッションオフィス
- 生涯学習・リカレント教育推進室
- 産学連携イノベーションセンター
- 災害科学・レジリエンス共創センター
- 国際観光学研究センター
- 日本学教育研究センター
- データ・インテリジェンス教育研究部門
- サテライト
  - 南紀熊野サテライト（和歌山県田辺市新庄町、Big・U内）
  - 岸和田サテライト（大阪府岸和田市港緑町、浪切ホール内）岸和田サテライト（浪切ホール内）

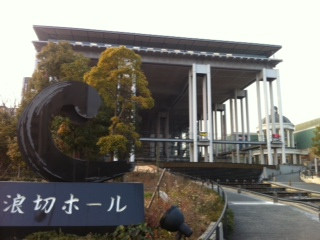
岸和田サテライト（浪切ホール内）

#### 学部附属機関
- 教育学部
  - 和歌山大学教育学部附属小学校（和歌山市吹上）
  - 和歌山大学教育学部附属中学校（和歌山市吹上）
  - 和歌山大学教育学部附属特別支援学校（和歌山市西小二里）
  - 附属農場
- 経済学部
  - 経済研究所
  - 経済計測研究所
- 観光学部
  - 観光教育センター

## 学生生活
特色豊かな4学部1学環が同じキャンパスに同居しているため、学部の壁を越えた交流が盛んで、多様な価値観に触れることができる。通学に関しては2012年の和歌山大学前駅開業で利便性が向上した。なお自動車通学は幾つかの条件が揃った3回生以上についてのみ許可される。2014年3月には県最大級のイオンモール和歌山が和歌山大学前駅直結で開業した。2014年 10月の和歌山大学前駅特急停車駅への昇格に伴い大阪方面および和歌山市方面双方からの通学利便性が大幅に向上している。

### 課外活動
有意義な大学生活を送るための課外活動も盛んであり、大学の承認を受けた学生団体によって自発的に活動している。学生団体は、文化系クラブが所属する文化部連合会、体育系クラブが所属する体育会、サークル、その他の4つに分類され、多くの団体が存在する。
特に硬式野球部の活動は全日本大学野球選手権大会に出場しベスト8となるなど野球関係者から注目されている。
　協働教育センター（クリエ）の設備、指導者、資金などを活用した理工系の活動も目立つ。

### 大学祭
大学祭は「和大祭」（わだいさい）と呼ばれ、7月の「なつまつり」に始まり、10月には「こどもまつり」、11月に「和大祭・本祭」が開催されている。

## 大学関係者と組織

### 同窓会
- 教育学部および旧制和歌山師範学校卒業生 - 紀学同窓会
- 経済学部および旧制和歌山高等商業学校卒業生 - 柑芦会（こうろかい）
- システム工学部卒業生 - システム工学部同窓会
- 観光学部卒業生 - 飛耀会（ひようかい）

## 施設

### キャンパス

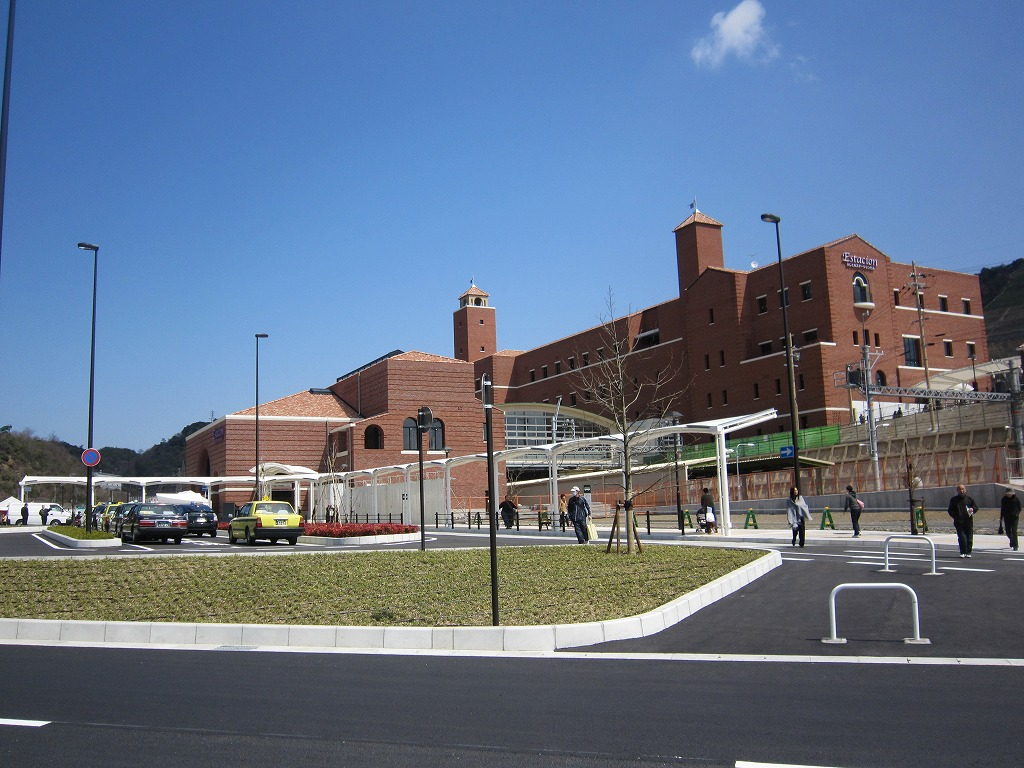
南海本線 和歌山大学前駅

栄谷キャンパスは、和歌山県と大阪府との府県境付近に位置する。敷地面積は41.46ha。海抜60m以上の高台に立地するため、和歌山市街はもとより大阪湾や紀伊水道、天候に恵まれた日には淡路島や四国までも望むことができる。全学部及び主要施設がシンボルストリート沿いに立地しており、整った配置となっている。車両は原則としてシンボルストリートに進入できない。
- 交通アクセス
  - 南海和歌山大学前駅下車
    - 和歌山バス直行便78系統で約4分、それ以外のバスで約5分
    - 徒歩約15 - 20分

  - JR和歌山駅下車
    - 4番のりばから和歌山バス和歌山大学線和歌山大学方面行きに乗車し、約35分

#### 通学路
| 出入口 | 通行可能種別 | 通行可能種別 | 通行可能種別 | 備考 |
| 出入口 | 自動車・原付 | 自転車       | 歩行者       | 備考 |
| ------ | ------------ | ------------ | ------------ | --- |
| 正門   | ○            | ○            | ○            | 和歌山市街方面から和歌山県道752号和歌山阪南線（旧国道26号）の和歌山大学入口交差点を右折。バス路線が設定されている。 和歌山大学前駅から和歌山バスの直行便利用で約4分、徒歩で約20分。                                                 |
| 北門   | ×            | ○            | ○            | 和歌山大学前駅の開業に伴い整備された、駅からキャンパス北側に至る通学路（通称：キャンパスロード）。 駅から徒歩約15分。正門ルートに比べて高低差が少なく、駅からの距離も短いため、徒歩で通学する学生の多くがこのルートを利用している。 |

### 学生食堂
フルールの他は大学生協が運営している。
- 大学会館
  - 第1食堂（生協食堂）
- ふれあい会館
  - GENKI食堂（生協食堂）
  - フルール（レストラン）
- シンボルゾーン
  - テイクアウトショップ

### 寮

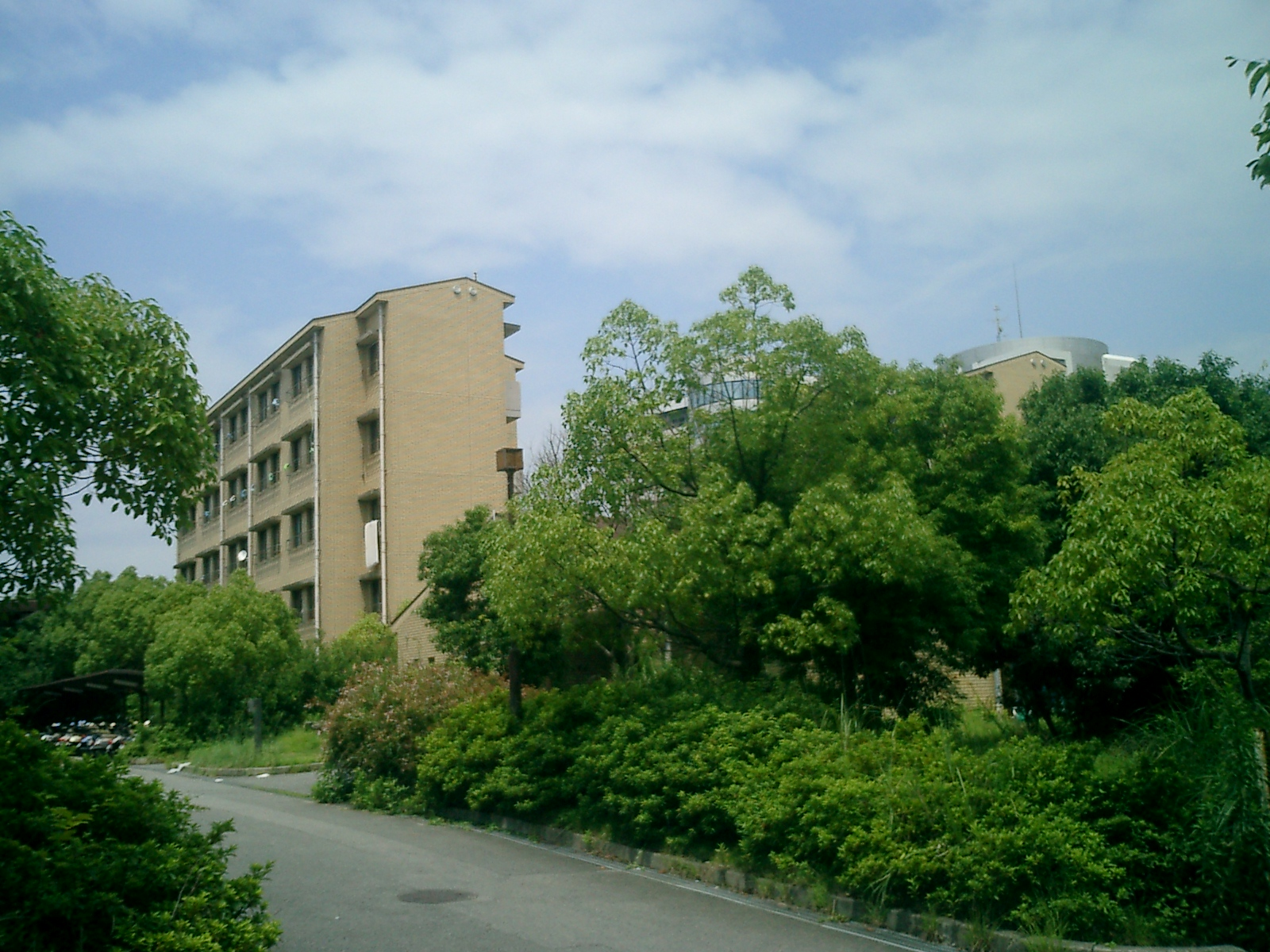
キャンパス内にある学生寮

キャンパス内にある。学生自治により自主的に運営されており、寮祭など独自行事が盛んである。

## 対外関係

### 地方自治体等との協定
- 和歌山県（連携・協力に関する覚書、2003年）
- 大阪府岸和田市（地域連携推進協定、2003年）
- 長野県飯田市（友好交流協定、2007年）
- 和歌山県観光連盟（和歌山県における観光振興に向けた相互連携協定、2008年）
- 和歌山県橋本市（連携協力に関する包括協定、2008年）
- 和歌山県和歌山市（地域連携推進協定、2010年）
- 和歌山県九度山町（地域協力に関する協定、2013年）
- 和歌山県紀美野町（地域連携推進協定、2016年）
- 和歌山県田辺市（包括協定、2016年）
- 和歌山県上富田町（包括協定、2017年）
- 大阪府阪南市（連携協力に関する協定、2020年）
- 大阪府岬町（連携協力に関する協定、2021年）
- 大阪府貝塚市（包括協定、2022年）
- 和歌山県串本町（包括協定、2023年）
- 和歌山県印南町（包括協定、2023年）
- 鹿児島県与論町（包括協定、2023年）
- 和歌山県かつらぎ町（包括連携協定、2023年）
- 岡山県真庭市（包括協定、2023年）
- 和歌山県有田川町（包括協定、2023年）
- 和歌山県紀の川市（包括協定、2024年）
- 和歌山県北山村（包括協定、2024年）
- 和歌山県由良町（包括協定、2024年）
- 和歌山県広川町（包括協定、2024年）

### 産学連携、起業支援
和歌山大学発ベンチャー企業として、3次元スキャナーを開発する4Dセンサー（和歌山市）がある。
2021年にはわかやま農業協同組合（JAわかやま）及び和歌山市と都市農業振興のための産官学包括連携協定を結んだ。

### 他大学との協定
- 放送大学学園[12]

#### 高等教育機関コンソーシアム和歌山
和歌山県内に立地する各大学等により2001年設立。和歌山県内の高等教育機関が連携・協力し、単位互換などを行っている。
- 和歌山大学
- 和歌山県立医科大学
- 高野山大学
- 和歌山信愛大学
- 和歌山リハビリテーション専門職大学
- 近畿大学生物理工学部
- 東京医療保健大学和歌山看護学部
- 宝塚医療大学和歌山保健医療学部
- 和歌山信愛短期大学
- 和歌山工業高等専門学校
- 放送大学和歌山学習センター

#### 南大阪地域大学コンソーシアム
南大阪地域に立地する各大学により2002年設立。教育・学術研究をはじめ、産学共同研究、生涯学習環境の充実など広範な分野で連携を進め、地域全体の教育・学術研究機能の向上を図るとともに、地域社会の発展に貢献することを目的としている。
- 大阪大谷大学
- 大阪芸術大学
- 高野山大学
- 帝塚山学院大学
- 羽衣国際大学
- 和歌山大学
- 近畿大学生物理工学部
- 清風情報工科学院

#### 交流協定大学
- インドネシア
  - ガジャ・マダ大学
  - ビナ・ヌサンタラ大学
  - ブラウィジャヤ大学
- タイ
  - カセサート大学
  - テープサトリ・ラチャパット大学
  - チェンマイ大学
- 韓国
  - 慶北大学校
  - 公州大学校
  - 江原大学校
  - 新羅大学校
- 中国
  - 浙江師範大学
  - 山東師範大学
  - 山東大学
  - 吉林大学
  - 東北財経大学
  - 首都師範大学
  - 華東師範大学体育健康学部
  - 山東財経大学
  - 東北大学
  - 西安交通大学
  - 鄭州大学
  - 福建師範大学
- 中華民国
  - 国立屏東大学
  - 台北市立大学
- フィリピン
  - フィリピン大学
- ベトナム
  - ホーチミン師範大学
  - ハノイ国家教育大学
  - ハノイ貿易大学
  - ダナン大学工科大学
  - フェニカ大学
  - ドンア大学
  - ハノイ大学
  - ベトナム外交学院大学
  - ダナン大学
- モンゴル
  - モンゴルコーセン技術カレッジ
  - モンゴル科学技術大学付属高専
- ラオス
  - ラオス国立大学
- マレーシア
  - i-CATS大学
  - マレーシアサワラク大学
- オーストラリア
  - カーティン大学
  - デイキン大学
- アメリカ合衆国
  - 西フロリダ大学
  - ウィスコンシン大学ミルウォーキー校
  - ブリッジウォーター州立大学
  - サンフランシスコ州立大学
  - グアム大学
- グアテマラ
  - サンカルロス大学
- ブラジル
  - フランデ・ドラードス大学
- ウズベキスタン
  - ブハラ国立大学
  - ウズベキスタン国立世界言語大学
  - タシュケント国立経済大学
  - 東洋学大学
  - タシケント建築土木大学
  - ウズベキスタン世界経済外交大学
  - シルクロード国際観光大学
  - シンガポール経営開発研究所タシケント校
- トルコ
  - デュズジェ大学
- イギリス
  - セントラル・ランカシャー大学
- カザフスタン
  - カザフ国際関係外国語大学
- キルギス
  - アラバエフ・キルギス国立大学
  - キルギス国立大学
  - イシク・クル国立大学
  - ビシュケク国立大学
- クロアチア
  - オシエク大学
- スペイン
  - サラゴサ大学
  - サンチャゴ・コンポステーラ大学
- セルビア
  - クラグイェヴァツ大学
- フランス
  - トロワ工科大学
  - コンピエーニュ工科大学
  - ベルフォール・モンベリヤール工科大学
  - パリ大学
  - オーデンシア・ビジネススクール
- ボスニア・ヘルツェゴビナ
  - 東サラエボ大学
- ロシア
  - ペルミ国立大学
- チュニジア
  - チュニスエルマナール大学